# 櫛名田比賣
櫛名田比賣（クシナダヒメ）乃《古事記》之記述，《日本書紀》寫作奇稻田姬，祂是日本神話建速須佐之男命斬殺八岐大蛇故事裡的女神，別名有奇稻田媛命（クシナダヒメノミコト）、稻田姬神（イナダヒメノカミ）、久志伊奈太等。

## 概要

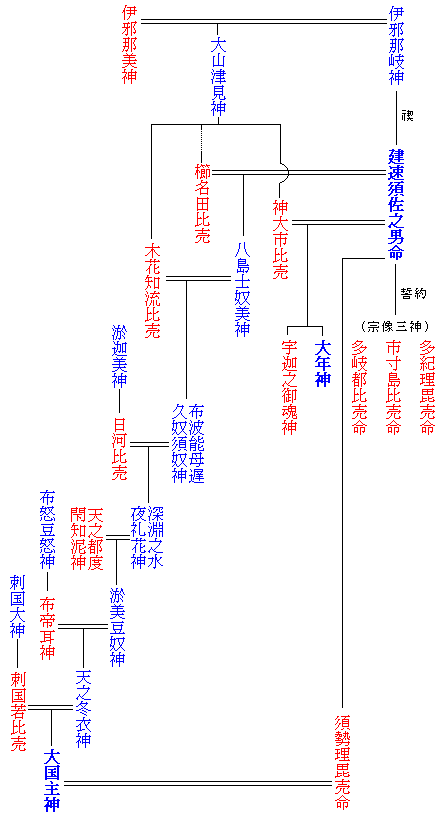
須佐之男的系譜

### 日本書紀之記載
《日本書紀》卷第一記載的故事橋段和《古事記》類似，素戔嗚尊被八百萬眾神放逐後下降至出雲國簸之川，聽聞哭聲來自一對老公婆與少女，便問其委。老翁自稱腳摩乳、妻手摩乳，本有八個女兒，但年年被八岐大蛇所吞，如今只剩小女兒奇稻田姬。素戔嗚尊問是否願意將該女許配給他，老夫婦點頭答應，於是前者化奇稻田姬為湯津爪櫛而插於髮髻，並命老夫婦釀酒，置於八口槽內。後來出現一條頭、尾各有八岐的大蛇，眼如赤酸醬，松柏生於背上，而蔓延於八丘、八谷之間。八岐大蛇之八首見酒而飲，酒醉而睡，於是素戔嗚尊手持十握劍斬蛇。割裂其尾時發現了草薙劍，上獻給天神。後來素戔嗚尊在出雲覓地建宮，讓奇稻田姬居住，並歌頌曰：「八層雲出，出雲國中八重垣，為使吾妻居於此，故建八重垣，在此八重垣之中。」二人後來生下大己貴神，並命腳摩乳、手摩乳為宮殿總管，賜號二神曰「稻田宮主神」。
不過，次段之第一個說法則謂素戔嗚尊被放逐至出雲簸之川，與當地女子稻田媛結為連理，並生下一子「清之湯山主三名狹漏彥八島篠」。第二個說法則謂老翁名喚腳摩手摩，其妻名喚稻田宮主簀狹之八箇耳，素戔嗚尊亦叫他們釀酒八甕，替他們斬殺八岐大蛇，斬至尾部時取出草薙劍，此劍今在尾張國吾湯市村，即熱田祝部所掌之神。後來老嫗稻田宮主簀狹之八箇耳產下真髮觸奇稻田媛，素戔嗚尊遂納為妃，所生之六世孫為大己貴命。第三個說法提到素戔嗚尊欲娶奇稻田媛，但腳摩乳、手摩乳要求先除去八岐大蛇。素戔嗚尊遂以蛇韓鋤之劍砍殺，於其尾部獲得草薙劍，今在尾張國；至於斷蛇之劍，則在吉備神部許（今奈良縣天理市石上神宮）。

### 古事記之記載
根據《古事記》上卷之記錄，被高天原八百萬眾神放逐的建速須佐之男命下降至出雲國肥河上游，遇大山津見神之子足名椎、其妻手名椎、其女櫛名田比賣等人相擁而泣。問明原委，才知此對夫婦原有八個女兒，但高志之八岐大蛇年年來犯，每年吃掉一個女兒，只剩一個櫛名田比賣而已。須佐之男詢問八岐大蛇的長相，老翁答曰：「這隻怪物的眼睛赤紅若酸醬，身體有八頭、八尾，身上有檜木、杉樹、藤蔓併生，長度谿八谷峽八尾，腹部悉常血爛。」
須佐之男要求老夫婦將女兒許配給他，足名椎與手名椎聽聞他是天照大神之弟，欣然同意。於是須佐之男將櫛名田比賣變成櫛插在自己頭上，並請老夫婦釀製八鹽折酒，砌築一迴牆，牆上開八個門，每扇門掛一個架子置放酒杯，然後斟滿八鹽折酒。足名椎與手名椎聽從他的指示進行，等待八岐大蛇到來。
斬殺八岐大蛇後，須佐之男即將與將櫛名田比賣結婚，在出雲尋找新居住所。到達須賀時便說：「此地使我心裡舒暢！」在須賀建築新宮時，見到雲朵冉冉上升，詠歌曰：「八層雲出，出雲國中八重垣，為使吾妻居於此，故建八重垣，在此八重垣之中。」須佐之男任命其岳父足名椎為宮殿總管，並賜名號「稻田宮主須賀之八耳神」。須佐之男與櫛名田比賣產下八島士奴美神，後者娶大山津見神之女木花之流姬，生下一子布波能母遲久奴須奴神。

## 解說
按照《日本書紀》提及的「奇稻田姬」依字面直譯，乃「奇妙的稻田之女神」。有人提出同音的「串蛇（くしなだ）」解釋，但遭到否定。在《日本書紀》的故事裡，素戔嗚尊將奇稻田姬變為梳子而插於髮髻，有人將之解讀成插著髮櫛的巫女；亦有人認為八岐大蛇本為河神，而櫛名田比賣乃服侍河神的巫女。此外，此女神之雙親名喚「腳摩乳、手摩乳」，具有「撫摸手、足」之意，所以可解釋成「細心地撫摸呵護並培育長大的姑娘」，也就是大和撫子或倭撫子（やまとなでしこ）一詞之來源。

## 信仰
依照《出雲國風土記》飯石郡熊谷鄉之條目記載成久志伊奈太美等與麻奴良比賣命（くしいなだみとよまぬらひめ），而《延喜式神名帳》則記錄了能登國久志伊奈太伎比咩神社（今石川縣七尾市）主祀久志伊奈太伎比咩（くしいなだきひめ），據考究兩者為同一神。再者，位於福岡縣福岡市的櫛田神社雖然如今主祀大幡主大神、天照大神、素戔嗚大神等神明，但據說以前曾主祀過櫛名田比賣。
在日本主祭櫛名田比賣神的神社除了各地的須佐神社、六所神社、須賀神社外，另計有下述：
- 廣峰神社（兵庫縣姬路市）
- 冰川神社（埼玉縣埼玉市大宮區）
- 八重垣神社（島根縣松江市）
- 山邊神宮（島根縣江津市江津町）
- 須我神社（島根縣雲南市）
- 今宮神社（京都府京都市北區）
- 八坂神社（京都府京都市東山區）
- 櫛田神社（富山縣射水市）
- 櫛田宮（佐賀縣神埼市神埼町）
- 地主神社（京都府京都市東山區）
- 久志伊奈太伎比咩神社（石川縣七尾市）

## 外部連結
- （日語）櫛名田姫神 （页面存档备份，存于）
- （日語）櫛名田比売（八俣大蛇退治神話）